# Balladen om Carl-Henning
Balladen om Carl-Henning är en dansk dramakomedi från 1969 i regi av Lene och Sven Grønlykke.

## Utmärkelser
Filmen vann Bodilpriset för bästa danska film 1969.

## Rollista i urval
- Jesper Klein - Carl-Henning
- Paul Hüttel - Poul
- Inge Baaring - Pouls fästmö
- Edith Thrane - Carl-Hennings mor
- Ejnar Larsen - Carl-Hennings far
- Mime Fønss - Pouls mor
- Preben Borggaard - Pouls far
- Kai Christoffersen - Fat-Jack
- John Wittig - Carl-Hennings chef